# リアデルト・ロウ
リアデルト・ロウ(reardelt row)はウエイトトレーニングの種目の一つ。三角筋・僧帽筋の筋肥大を促し、筋力を高めることができる。肩関節を同じ位置に保つように意識し、動作中に肩甲骨を寄せず、三角筋の後ろに効かせるようにする。上から見たとき、上腕は体に対して垂直。フィニッシュポジションで両肩と両肘はほぼ一直線上にあるようにする。また、このときの肘はほぼ直角になるようにする。

## 具体的動作

### ダンベル・リアデルト・ロウ
1. ベンチに右手と右ひざをつき、左足は床につけ、左手でダンベルを持つ。手のひらの向きは後ろ、つまり足の方を向くようにする。背筋を伸ばし、顔を上げて正面を見る。
2. 息を吐きながら、腕を曲げながらダンベルを上げていく。
3. 肘が肩の高さまできたら息を吸いながら元の姿勢に戻る。
4. 2~3を繰り返す。反対の肩も同様に行う。

### インクライン・ダンベル・リアデルト・ロウ
1. インクラインベンチを床に対して約30度にセットし、ベンチの背もたれにうつ伏せになり、左手にダンベルを持つ。手のひらの向きは後ろ、つまり足の方を向くようにする。両脚はひざをベンチのシート部分に乗せ、右手で体の下にある背もたれを押さえる。
2. 息を吐きながら、腕を曲げながらダンベルを上げていく。
3. 肘が肩の高さまできたら息を吸いながら元の姿勢に戻る。
4. 2~3を繰り返す。反対の肩も同様に行なう。

### ベントオーバー・ダンベル・リアデルト・ロウ
1. 両手にダンベルを持って直立し、膝を曲げて前傾姿勢をとる。正面を見て背筋を伸ばし、上体はほぼ水平から床に対して30度くらいになるようにする。手のひらの向きは後ろ。
2. 息を吐きながら、腕を曲げながらダンベルを上げていく。
3. 肘が肩の高さまできたら息を吸いながら元の姿勢に戻る。
4. 2~3を繰り返す。

### ベントオーバー・バーベル・リアデルト・ロウ
1. 両手でバーベルを持って直立し、膝を曲げて前傾姿勢をとる。正面を見て背筋を伸ばし、上体はほぼ水平から床に対して30度くらいになるようにする。手のひらの向きは後ろ。手の幅はフィニッシュポジションで両肘が直角になるような幅にする。
2. 息を吐きながら、腕を曲げながらバーベルを上げていく。
3. 肘が肩の高さまできたら息を吸いながら元の姿勢に戻る。
4. 2~3を繰り返す。

### シーテッド・ケーブル・リアデルト・ロウ
アタッチメントはベントラットバーやストレートバーを用いる。ロープーリーに取り付けておく。
1. 両手でハンドルを持ってマシンの方を向いて座り、正面を見て背筋を伸ばす。手のひらは下向き。手の幅は、フィニッシュポジションで両肘が直角になるような幅にする。
2. 息を吐きながら、腕を曲げながらハンドルを引いていく。
3. 肘が肩の真横まできたら息を吸いながら元の姿勢に戻る。
4. 2~3を繰り返す。